# Blastobasis velutina
Blastobasis velutina é uma espécie de mariposa do gênero Blastobasis pertencente à família Coleophoridae.